# 葡萄牙的瑪麗亞·貝內迪塔
瑪麗亞·貝內迪塔（葡萄牙語：Maria Benedita de Bragança，1746年7月25日—1829年8月18日），葡萄牙國王若澤一世之幼女。

## 婚姻
1777年2月21日，瑪麗亞·貝內迪塔(30歲)與若澤親王(15歲)結婚。若澤親王為瑪麗亞·貝內迪塔之叔叔葡萄牙國王佩德罗三世與長姊葡萄牙女王玛丽亚一世之長子，因此為瑪麗亞·貝內迪塔之外甥兼堂弟。三天後若澤一世過世，佩德罗三世與玛丽亚一世成為葡萄牙國王與女王，若澤親王成為葡萄牙王儲並獲得巴西親王之頭銜。1788年若澤親王因天花過世(27歲)，兩人無任何子女。